# Kasapin i ruža
Kasapin i ruža je epizoda Dilan Doga objavljena u Srbiji premijerno u svesci #173. u izdanju Veselog četvrtka. Koštala je 270 din (2,3 €; 2,7 $). Imala je 94 strane. Na kioscima u Srbiji se pojavila 13.5.2021.

## Originalna epizoda
Originalna epizoda pod nazivom Il macellaio e la rosa objavljena je premijerno u #382. regularne edicije Dilana Doga u Italiji u izdanju Bonelija. Izašla je 29. juna 2018. Naslovnu stranicu je nacrtao Điđi Kavenađo. Scenario je napisao Ruju Pasqvale, a nacrtao Des Dorides Pabrizio. Koštala je 4,4 €.

## Kratak sadržaj
Prolog. Nepoznata osoba mačetom iskapsapljuje školsku učiteljicu dok ona sedi sama u učionici.
Penzionisani Inspektor Blok telefonom poziva inspektora Karpentera da mu ukaže na novu knjigu Emili Rej Kasapinov san. Opisi ubistava u knjizi ga podsećaju na slučaj Tatice Kasapina na kome je sam radio pre nekoliko decenija. Opisi su toliko verni da Blok veruje kako je autor knjiga zapravo ubica.
Emili Rej dolazi kod Dilana i objašnjava mu da poslednju knjigu nije napisala sama već da je to za nju učinio nepoznati unajmljeni pisac (tzv. ghost writer). Blokada u pisanju nastala je kada joj je pre nekoliko godina poginuo otac u saobraćajnoj nesreći kojoj je prisustvovala i sama Emili. Tada se obratila agenciji za iznajmljivanje pisaca. Ona je takođe neverovatnu podudarnost sa stvarnim ubistvima koja su se desila i želi da Dilan ispita ceo slučaj.
Pošto Rej živi u Vikedfordu, Dilan svraća kod Bloka s kojim zajedno kreće kod vlasnika agencije za unajmljivanje pisaca iz senke. Nalaze ga ubijenog u njegovom stanu. Tragajući dalje, Dilan i Blok stižu do oronule kuće u kojoj je živeo Emilin otac. Tamo gda zatiču u Emilinom telu. Nakon saobraćajne nesreće, Emili je takođe bila na ivici smrti, ali se njena duša vratila u telo. U njeno telo se, međutim, vratila i duša njenog oca.

## Prethodna i naredna epizoda
Prethodna epizoda nosila je naslov Tripofobia (#172), a naredna Duboko crnilo (DD174).